# Neutrogena
Neutrogena je americká značka výrobků, které zahrnuje obličejové výrobky, výrobky pro péči o vlasy, kosmetické barvy a výrobky pro péči o kůži.
Neutrogena má své počátky v 1930, kdy její zakladatel Emanuel Stolaroff založil kosmetickou firmu známou jako Natone. Neutrogena byla původně nezávislá společnost, až do roku 1994, kdy se stala součástí konglomerátu Johnson & Johnson. 

## Historie
Se sídlem v Kalifornském Los Angeles, byla v roce 1930 založena Emanuelem Stolaroffem společnost Neutrogena Corporation, která se v době nazývala Natone. Stolaroff dodává výrobky firmy Natone do kosmetických salonů, profesionálním vizážistům filmového průmyslu i do obchodů se speciální kosmetikou. Teprve v roce 1940 se Natone dostala do povědomí veřejnosti a její produkty byly přístupné pro širokou veřejnost.
Stolaroff považoval mýdlo za cenný produkt, který může přinést v Americe velké úspěchy. Z Evropy dovážel patentované mýdlo se značkou Neutrogena.
Na začátku 1960 byla Natone známá svým podpisem na mýdle Neutrogena a společnost se oficiálně přejmenovala na Neutrogena Corporation.

## Produkty
- produkty proti akné
- produkty na tělovou hygienu
- tělové hydratační přípravky
- obličejové hydratační přípravky
- produkty pro čištění pleti obličeje
- produkty pro péči o vlasy
- produkty pro mužskou pleť
- produkty na ochranu proti slunečnímu záření
- produkty proti vráskám
- produkty pro chodidla